# Pander S-4 Postjager
Pour les articles homonymes, voir Pander.
 (février 2019).
Le Pander S-4 Postjager était un avion postal néerlandais tri-moteur des années 1930 conçu et construit par Pander & Son (en). Un seul exemplaire fut construit mais celui-ci fut détruit lors de la Course Londres-Melbourne 1934.

## Conception et développement
Le S-4 fut conçu comme avion postal rapide pour le service entre les pays-bas et les Indes néerlandaises. C'était un monoplan triplace à aile basse propulsé par trois moteurs en étoile Wright Whirlwind de 420 ch. Il était équipé d'un train d'atterrissage rétractable classique avec une roulette de queue. Le S-4, immatriculé PH-OST, vola pour la première fois le 6 octobre 1933.

## Histoire opérationnelle
En 1934, le S-4 fut engagé dans la Course aérienne Londres-Melbourne. Il décolla de Mildenhall en Angleterre le 20 octobre 1934 et arriva à Allahabad, en Inde après 36 heures de vol. L'avion fut retardé car le train d'atterrissage avait été gravement endommagé lors de l'atterrissage. Il était prêt à repartir le 26 octobre, mais pendant la phase de roulage avant le décollage il heurta une voiture, pris feu et fut détruit; l'équipage sauta et s'en sortit indemne.